# Otto Daniel Winge
Otto Daniel Winge, född den 2 maj 1810 i Sko socken, död den 16 januari 1886 i Stockholm, var en svensk pianist.

## Biografi
Winge, vars fars var organist, blev 1831 elev vid Musikaliska akademiens konservatorium, tog där organist- och kantorsexamen samt tjänstgjorde 1833-1840 i Adolf Fredrik Lindblads pianoinstitut och 1860-1878 som lärare i musikteori vid akademiens läroverk. 
Dessemellan vistades han hela 18 år utrikes, dels i Paris, där han studerade piano för Moscheles, Thalberg, Neukomm och Herz, dels i Berlin, där han undervisade i en musikskola och studerade kontrapunkt för Dehn samt gav ett par konserter. 
I utlandet skrev Winge ett historiskt verk (ej utgivet) om musikens alla tecken samt utgav en mängd kompositioner, bland vilka särskilt må nämnas Airs nationaux suédois (solosånger), tillägnade Pauline Viardot-García, Grande fantaisie pour la main gauche, tillägnad Liszt och Canons mélodieux, av Dehn förordade som goda pedagogiska exempel, samt några stråkkvartetter. 
Winge blev 1853 ledamot av Musikaliska akademien. I Sverige utgav han Theoretisk praktisk harmonilära (1862). Av hans kompositioner spelades förr särskilt några salongsstycken i Chopins stil. Hans pianospel berömdes för elegant teknik och musikaliskt föredrag.